# Совєтський район (Ставропольський край)
Совєтський район (рос. Советский район) — адміністративна одиниця Ставропольського краю Російської Федерації.
Адміністративний центр — місто Зеленокумськ.

## Адміністративний поділ
До складу району входять одне міське та 6 сільських поселень:
1. Місто Зеленокумськ
2. Восточна сільрада — хутір Восточний
3. Село Горька Балка
4. Нінська сільрада — село Ніни
5. Село Отказне
6. Правокумська сільрада — село Правокумське
7. Солдато-Александровська сільрада — село Солдато-Александровське